# Girard II de Roussillon
Girard II ou Guinard II, né à une date inconnue et mort le 4 juillet 1172, est le dernier comte de Roussillon indépendant en 1164. Fils de Gausfred III, il meurt sans héritiers et lègue ses biens à Alphonse II d'Aragon.